# Riverside (Califórnia)
Riverside é uma cidade localizada no estado norte-americano da Califórnia, no condado de Riverside, do qual é sede. Seu nome advém da proximidade com o rio Santa Ana. Foi incorporada em 11 de outubro de 1883.
Foi o principal local de desenvolvimento da indústria de cítricos nos Estados Unidos.

## Geografia
De acordo com o United States Census Bureau, a cidade tem uma área de 210,9 km², onde 210,1 km² estão cobertos por terra e 0,8 km² por água.

## Demografia
Segundo o censo nacional de 2010, a sua população é de 303 871 habitantes e sua densidade populacional é de 1 445,96 hab/km². É a cidade mais populosa do condado de Riverside. Possui 98 444 residências, que resulta em uma densidade de 468,44 residências/km².